# 斉藤実 (冒険家)
斉藤 実（さいとう みのる、1931年3月7日 - 1999年11月22日）は日本の記録映画監督・探検家。1975年（昭和50年）に実施されたヘノカッパⅡ世号での漂流実験が有名。
1931年千葉県に生まれ、中央大学経済部卒業。記録映画の監督となり、自らマグロ漁船に乗り込み、撮影を続けた。
1965年（昭和40年）9月、TV局の依頼を受け、近海マグロ船の取材中に台風26号に遭遇し、乗船は無事だったが、同日に別の漁船が遭難、十数時間後に救助されていたにもかかわらず二人が死亡したこと、また翌10月にマリアナ群島沖で、静岡のカツオ船団が台風に巻き込まれ多くの遭難者を出したこと（マリアナ海域漁船集団遭難事件）に衝撃を受ける。
その後小舟で海水と魚で大西洋を横断したアラン・ボンバールの著作を読み、ボンバールが、海水は人体に有害だから絶対に飲んではならない、という当時の常識に反し、1日あたり800 - 900ミリリットルの海水であれば5日間までは耐えられる、という主張をしていることを知り、海水の飲用が可能であれば漂流者が生き延びる確率が高くなるのではないかと考え、自身も海水飲用実験を行う決心を固めた。
1999年、肝臓癌のため死去。

## 第一次、二次漂流実験
1966年（昭和44年）7月18日、救命ゴムボートで、沖縄の硫黄鳥島から鹿児島湾に向かって漂流実験を開始した。参加隊員は7名で、海水飲用組3名（斉藤自身を含む）と真水飲用組4名に分かれて比較実験を行う予定であったが、台風7号が接近する中で船酔いが続出したため、漂流開始4日でSOSを発信、7月22日に救助された。当時の海上保安庁やマスコミからは、制止を無視して行われた無謀な冒険として批判された。しかし、嘔吐者が真水組のメンバーのみで、海水組のほうがむしろ健康であった事実から、斉藤は自説に希望をつなぐ。
同年12月、海上労働科学研究所の久我昌男医師の協力のもと、伊豆半島の下田須崎湾で第二次漂流実験を実施した。海上に浮かべた救命ゴムボート内で、斉藤ら2人が3日間にわたって海水を1回50ミリリットル、1日6回飲み続け、4日目に真水を300ミリリットル飲むことで、海水の害が後で真水を飲むことで消えるかどうかを確かめる、という内容であった。

## 第三次漂流実験
2度の漂流実験では、海水の飲用は体内の水分を欠乏させるというデータが出た。そこへ東邦大学医学部薬理学講座教授（当時）の伊藤隆太から、海水1＋真水2の混合液はリンゲル液と同程度の塩分濃度になるから、人間が飲んでも大丈夫だろう、という示唆を受け、以後の実験では混合液の飲用を試みることになった。
1972年（昭和47年）7月28日、救命ゴムボートを帆走できるように改造した「ヘノカッパI世号」で、沖縄県那覇市北西45海里の地点から鹿児島に向けて漂流を開始。隊を海水組（斉藤ら2名、海水3日・真水2日の繰り返し）、水割組（3名、海水1＋真水2の混合液のみ飲用）、真水組（1名）に分け、5日間にわたり漂流実験を行う予定であった。途中、海上保安庁の巡視船と落ち合い、採血した血液を受け渡す予定であったが、悪天候のため予定していた会合地点に到着できなくなり、ヘノカッパ号を随伴ヨットで曳航しようとしたが、曳航ロープの摩擦で船体に穴が開き、漂流実験の続行は不可能となった。そのため、与論島の湾内にヘノカッパ号を浮かべ、海水飲用の実験を行った。この結果、水割組が最も水分減少が少なかった。

## 第四次漂流実験
1975年（昭和50年）、手製のヨット・ヘノカッパII世号で、海水1＋真水2の長期飲用を行う漂流実験を実施。実際の漂流条件に近づけるため、マリアナ諸島のサイパン島から沖縄まで1250海里を2か月間にわたり単独で漂流することとし、実験開始日は1965年のマリアナ海難が発生した10月7日とした。しかし、11月下旬に台風20号に遭遇し、11月22日、ヘノカッパII世号は転覆。11月25日、和歌山県那智勝浦漁港所属のマグロ延縄漁船・第五亀甲丸に偶然遭遇し、救助された。

## 著書
- 『ヘノカッパ号の冒険―海水は飲める! 漂流実験7年』八雲井書院、1972年12月。
- 『漂流実験―ヘノカッパII世号の闘い』海文堂出版、1976年11月。
- 『悲しみの海―いま漁船海難遺族は』海文堂出版、1979年6月。
- 『太平洋漂流実験50日』依光隆画 童心社、1980年4月。童心社〈フォア文庫〉、1987年6月。 ISBN 4-494-02663-8
- 『海の生還者』評言社、1981年7月。